# Python (míssil)
O Rafael Python é um Míssil ar-ar construido pela fabricante de armas israelita Rafael Advanced Defense Systems. Originalmente começando com o Shafrir, o míssil Shafrir-1 foi desenvolvido em 1959, seguido pelo Shafrir-2 em 1970. Posteriormente, os mísseis receberam o nome ocidental de "Python" para fins de exportação, começando com o Python-3 em 1978. Desde então, desenvolveu-se e evoluiu para o Python-4, Python-5, Derby, e, também, o  SPYDER. Atualmente, os mísseis estão em serviço nas forças armadas de mais de quinze países em todo o mundo.

## Variantes

### Shafrir-1
O Shafrir-1 foi desenvolvido em 1959-1964 para cumprir o requisitos da IAF de um míssil ar-ar doméstico.
O Shafrir-1 foi destinado a ser usado em jatos Mirage de construção francesa. O primeiro teste ocorreu na França em 1963. No entanto, o desempenho do míssil foi tão fraco que eles começaram a trabalhar imediatamente em uma versão melhorada, o Shafrir-2.
- Comprimento: 250 cm (2.5 m)
- Diâmetro: 14 cm
- Peso: 65 kg
- Orientação: IR
- Ogiva: 11 kg
- Alcance: 5 km
- Velocidade: ???

### Shafrir-2
O Shafrir-2 foi creditado com 89 mortes na Guerra do Yom Kippur em 1973.
- Comprimento: 250 cm (2.5 m)
- Diâmetro: 15 cm
- Peso: 93 kg
- Orientação: IR
- Ogiva: 11 kg
- Alcance: 5 km
- Velocidade: ???

### Python-3
- Comprimento: 295 cm
- Diâmetro: 16 cm
- Peso: 120 kg
- Orientação: IR
- Ogiva: 11 kg, fusível de proximidade ativo
- Alcance: 15 km
- Velocidade: Mach 3.5

### Python-4
- Comprimento: 300 cm
- Diâmetro: 16 cm
- Peso: 120 kg
- Orientação: IR
- Ogiva: 11 kg
- Alcance: 15 km
- Velocidade: Mach 3.5 ou mais

### Python-5
- Comprimento: 310 cm
- Diâmetro: 16 cm
- Peso: 105 kg
- Orientação: Sistema Eletro-Ótico
- Ogiva: 11 kg
- Alcance: >20 km
- Velocidade: Mach 4

## Operadores

### Operadores atuais
- Argentina – Shafrir-2 (350 misseis, entregues em 1981[5]) e Python-4.[6][necessário esclarecer]
- Bolívia – Python-3.[7]
- Brasil – Python-3 (400 misseis, entregues em 2001), Python-4 e Derby (200 misseis cada, todos entregues em 2011).[5]
- Chile – Shafrir-2 (50 misseis, entregues em 1978), Python-3 (120 misseis, entregues em 1997), Python-4 (280 misseis, entregues em 2011) e Derby (60 misseis, entregues em 2003).[5]
- China – Python-3 (3000 misseis, entregues em 1991–2000, designação local PiLi-8 (PL-8)).
- Colômbia – Shafrir-2 (80 misseis, entregues em 1989), Python-3/4 (75 misseis cada, todos entregues em 2005), Python-5 (100 misseis, entregues em 2011) e Derby (40 misseis, entregues em 2010).[5]
- Equador – Shafrir-2 (75 misseis, entregues em 1984), Python-3/Python-4 (60 misseis, entregues 1996), Python-5 (50 misseis, entregues em 2001) e Derby (60 misseis, entregues em 2003).[5]
- El Salvador – Shafrir.[8][necessário esclarecer]
- Honduras – Shafrir-2 (100 misseis, entregues em 1978).[5]
- Índia – Python-4 and Python-5 (100 misseis, entregues em 2007) e Derby.[5]
- Israel – Shafrir-1/2, Python-4 e Python-5, (usuário primário, designação local Zephyr).
- Roménia – Python-3.
- Singapura – Python-4 (600 misseis, entregues em 2004).[5]
- África do Sul – Python-3 (Designação local V3S Snake, entregues em 1989 e aposentados em Abril de 2008), Derby (Designação local R-Darter ou V4).[9]
- República da China (Taiwan) – Shafrir-2 (450 misseis, entregues em 1977).[5]
- Tailândia – Python-4 (400–500 misseis, entregues em 1990).[5]
- Venezuela – Python-4 (54 misseis, entregues em 2004).[5]